# Zborovice
Zborovice (en allemand : Sborowitz, précédemment : Zborowitz) est une commune du district de Kroměříž, dans la région de Zlín, en République tchèque. Sa population s'élevait à 1 428 habitants en 2025.

## Géographie
Zborovice se trouve à 10 km au sud-ouest de Kroměříž, à 28 km à l'ouest de Zlín et à 225 km au sud-est de Prague.
La commune est limitée par Dřínov, Věžky et Zlobice au nord, par Rataje et Zdounky à l'est, par Troubky-Zdislavice au sud et par Morkovice-Slížany et Počenice-Tetětice à l'ouest.

## Histoire
La première mention écrite du village date de 1276.

## Administration
La commune se compose de deux sections :
- Medlov
- Zborovice

## Transports
Par la route, Zborovice se trouve à 13 km de Kroměříž, à 41 km de Zlín, à 60 km de Brno et à 266 km de Prague.